# 疏筤
疏筤，安徽桐城县（今属枞阳县）人。清朝官員。同進士出身。
嘉庆十三年（1808年）戊辰科举人，道光二年（1822年）壬午恩科戴蘭芬榜进士。历任浙江寿昌、永嘉、武康、余姚知县。曾修《武康县志》。